# Francisco Javier Gutiérrez
Francisco Javier Gutiérrez (Córdoba, Andalucía, España) es un director, productor y escritor español. Conocido por sus películas Tres Días, La Espera y Rings, y otras obras como Brasil y La Habitación de Norman. 

## Biografía
Francisco Javier Gutiérrez, nacido en Córdoba, Andalucía, se traslada a Madrid para estudiar derecho. Durante la carrera, también, estudia interpretación, y produce sus primeros cortos en vídeo. Con El Cuerpo (1998) y Brasil (2001) da el salto a los circuitos de festivales internacionales donde se le identifica rápidamente con un estilo cinematográfico de sello muy personal.

## Filmografía

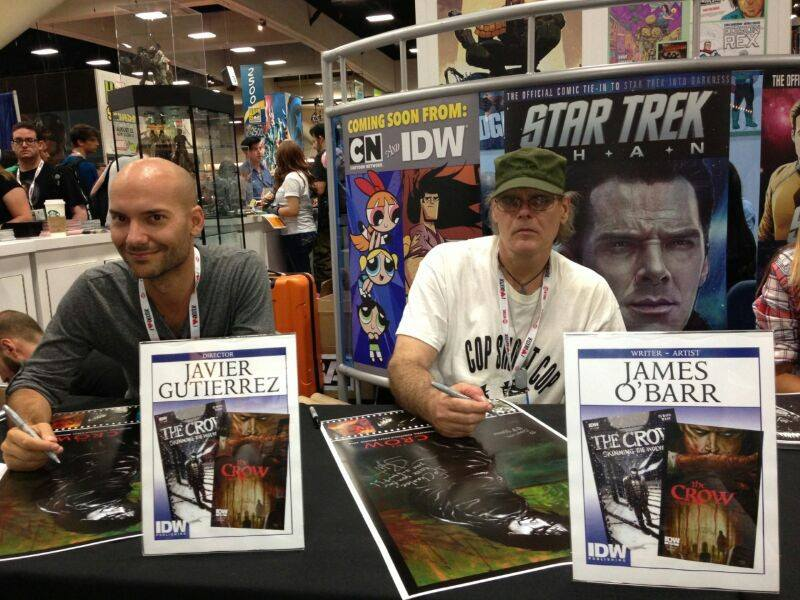
Javier Gutiérrez y James O'Barr juntos en el San Diego Comic-Con 2013

En 2001 Javier Gutiérrez crea su propia productora para llevar adelante proyectos de alcance internacional. Es entonces cuando realiza su primer cortometraje en 35mm, Brasil, estrenado en la Sección Oficial del Festival Internacional de Sitges, donde es premiado con el Premio al Mejor Cortometraje. Ya en 2002 es invitado por el programa de TVE Versión Española a dirigir una pieza para la serie Diminutos del Calvario. El fragmento La habitación de Norman, un claustrofóbico homenaje a Psicosis, salta a las páginas de revistas especializadas en Estados Unidos. Ese mismo año gana el Premio Universal Studios y se traslada a Los Ángeles. En 2007 recibe una oferta de Antonio Banderas y Antonio Pérez para llevar a cabo su primera película, 3 días (2008)  que entra en la Sección Oficial Panorama del Festival de Berlín, acompañado por la polémica y la división de los críticos a causa de la violencia de su contenido.
En el año 2009, Javier se trasladó de nuevo a Los Ángeles en busca de nuevos proyectos cinematográficos.

### 3 Días
3 Días es el primer largometraje de Javier Gutiérrez. Durante su estreno en la Berlinale se escucharon a partes iguales abucheos y aplausos. La polémica se extendió a los críticos cuando Rebeca Davis del Daily Telegraph la destacó como de lo mejor del Festival  al demostrar que las películas a lo Armageddon de meteoritos que impactan en la tierra pueden ser también inteligentes y sensibles. Mientras que Jay Weissberg de Variety la ataca con furia, la califica de desagradable y violenta. y le vaticina un corto futuro, sólo para el mercado local español. 
Sin embargo, antes de su estreno en España, en el Festival de Málaga, la cinta ya había sido vendida para su distribución en Japón y hay dos ofertas para el re-make en inglés incluyendo una del mismísimo Wes Craven. 
Y es precisamente en el Festival de Málaga donde la película, que llega como una verdadera desconocida sin otra atención que la de los blogeros y otros creadores de opinión en internet, de pronto se convierte en la gran sorpresa y acapara la mayoría de los premios principales. 
Su recorrido internacional culmina en el Festival Internacional de Cine de Los Angeles (AFI) donde la cinta acapara la atención de la crítica. A finales de 2008, tras una larga lista de premios y reconocimientos internacionales, la película se consolida al conocerse la noticia de que su título figura en el tercer puesto de la 2008 International Watch List, la lista de las mejores cintas extranjeras del 2008 elaborada por los Estudios de Hollywood.
En términos generales, se puede decir que la recepción de la película ha sido mejor fuera que dentro de España, y que con el paso del tiempo se está convirtiendo en una cinta de culto.

### Rings
Tercera entrega de la franquicia "The Ring". En su fin de semana de estreno "Rings" fue número 2 de taquilla en Estados Unidos y recaudó un total de 83 millones de dólares. Mucho contrariamente a los informes anteriores, de acuerdo con varias revistas de los Estados Unidos, el director F. Javier Gutiérrez confirmó a través de su cuenta oficial de Twitter: "la nueva película es una secuela y no una precuela". Rings, fue producida por Walter F. Parkes y Laurie MacDonald para Paramount Pictures.

### Trabajos
- Brasil (2002) - Director, escritor, productor, editor
- Habitación de Norman (2002) - Director, escritor, editor
- 3 Días (2008) - Director, escritor
- Demoníaca (2015) - Coproductor
- The Crow (2016) - Productor Ejecutivo
- Rings (2017) - Director
- La Espera (2023) - Director, escritor, productor, editor, diseño de producción